# London (Kentucky)
London – miasto w Stanach Zjednoczonych, w stanie Kentucky, siedziba administracyjna hrabstwa Laurel. Według danych z 2000 roku miasto miało 7828 mieszkańców.